# Природный парк Буразани
Природный парк Буразани (греч. Περιβαλλοντικό Πάρκο Μπουραζάνι) — экологический музей под открытым небом в районе Буразани, муниципалитет Коница, Эпир, вблизи албанской границы, один из центров экологического туризма в Греции.
Основная цель деятельности парка — содержание животных в достойных, природных условиях, сохранение их природного баланса, наблюдение за животными в их естественной среде, а также предоставление посетителям всей полноты полезной информации о животных и их биологических сообществах. Парк открыт для посещения все 12 месяцев в году во второй половине дня.

## История
В 1916 территорию современного парка приобрел греческий фермер Евангелос Тассос исключительно для ведения хозяйственной деятельности. Первые шаги по созданию парка осуществлены вторым поколением семьи Тассос в 1970-х годах, когда они начали покупать диких животных — в основном семьи оленей в Югославии, Италии и Австрии. За несколько десятков лет таким образом удалось создать уникальную популяцию. Третье поколение Тассос при финансовой поддержке Европейского экономического сообщества создало природный парк в нынешнем его виде.

## Характеристика
Площадь парка Буразани составляет 205 га. Флора представлена около 850 видами растений и деревьев, в том числе 51 видом диких орхидей — наибольшее число в Европе на такой ограниченной территории. Известны несколько полян диких тюльпанов . В парке зарегистрированы 113 видов бабочек из общего количества 232 видов, обитающих в Греции и 430 в Европе.
Фауна представлена 172 видами птиц, 17 видами пресмыкающихся, 12 видами рыб в водах реки Аоос, а также 22 видами рода бабок Libellula, в том числе крупнейшей в Европе. Парк населяют популяции 6 видов artiofabula:
- лань (лат. Dama dama)
- благородный олень (лат. Cervus elaphus)
- кри-кри (лат. Capra aegagrus creticus)
- европейский муфлон (лат. Ovis amon mousimon)
- европейская косуля (лат. Capreolus capreolus)
- кабан (лат. Sus scrofa)